# Законный брак
«Зако́нный брак» — советский художественный фильм режиссёра Альберта Мкртчяна. Лучший советский фильм 1985 года по версии журнала «Советский экран».

## Сюжет
Молодые люди встретились в начале Великой Отечественной войны в Ташкенте. Игорь Волошин — актёр эвакуированного из Москвы театра, блистающий молодостью, энергией и здоровьем красавец, мечтающий отправиться на фронт. Ольга — учительница музыки, работает медсестрой, чахнет от малярии и пагубного для неё климата, хочет вернуться в родительскую квартиру в прифронтовой Москве, куда въезд теперь только по спецпропускам. У обоих возникают робкие чувства. Из сострадания к больной и истосковавшейся по дому подруге, не имеющей другой возможности выехать из эвакуации в Москву, Игорь заключает фиктивный брак. По пути Игорь и Ольга отстают от поезда, затем, догоняя эшелон, переживают романтические приключения на фоне пейзажей Центральной Азии. Добравшись до Москвы, Ольга узнаёт, что родительский дом разрушен бомбёжкой. Игорь поселяет её в своей квартире, а сам удаляется жить к сестре. Вскоре оба неожиданно для себя понимают, что написать заявление о разводе рука не поднимается. По прошествии ещё некоторого времени молодые люди понимают, что не могут жить друг без друга. В этот момент война рушит все планы: Игорь уходит на фронт и погибает.

## Детали
- В фильме впервые на экране исполнен романс Булата Окуджавы на музыку Исаака Шварца «Эта женщина в окне» («Не сольются никогда Зимы долгие и лета…»). Романс, который в картине поёт персонаж актрисы Людмилы Давыдовой, спустя восемь лет звучал из уст Ирины Муравьёвой в мелодраме «Эта женщина в окне…» (1993), названием которой стала строчка из этого романса; исполнялся также со сцены Олегом Погудиным и Евгением Дятловым.
- Булат Окуджава в эпизодическом образе пассажира поезда исполнил в картине свой романс «После дождичка небеса просторней…», написанный также по мотивам музыки Шварца.
- В фильме Игорь Костолевский проявил как мелодраматический, так и комедийный дар, впервые в своей жизни и на экране виртуозно станцевав в кадре чечётку[1].
- Почти половина экранного времени разворачивается в железнодорожном эшелоне, следующем из Ташкента в Москву. Вагон военных лет был взят из «золотого запаса» музейной техники Министерства путей сообщения СССР.
- Любовно-романтический тандем персонажей Костолевского и Белохвостиковой впервые удачно сложился на большом экране пятью годами ранее, в фильме Тегеран-43[1].
- Сцены в прифронтовой Москве, включая финальную сцену прощания на подножке трамвая, от которой, по оценке критики, «разрывались сердца зрителей», были сняты в Красносельском районе столицы и в районе Лефортово[1].

## В ролях
- Наталья Белохвостикова — Ольга Георгиевна Калинкина
- Игорь Костолевский — Игорь Николаевич Волошин
- Альбина Матвеева — Евгения Филатова
- Эрнст Романов — директор театра
- Елена Санаева — Зинаида, сестра Игоря
- Михаил Неганов — Голубев
- Александр Шворин — Кучевский
- Владимир Седов — военком
- Николай Прокопович — начальник ансамбля
- Булат Окуджава — пассажир
- Вадим Александров — Вольнов
- Тамара Совчи — Вольнова
- Лариса Белогурова - девушка-милиционер

## Съёмочная группа
- Автор сценария: Афанасий Белов
- Режиссёр: Альберт Мкртчян
- Оператор: Михаил Коропцов
- Художник: Валентин Поляков
- Композитор: Исаак Шварц
- Текст песен: Булат Окуджава

## Награды
- Лучший фильм 1985 года, Игорь Костолевский — лучший актёр года (по опросу журнала «Советский экран»).